# Universitair ziekenhuis Saint-Luc

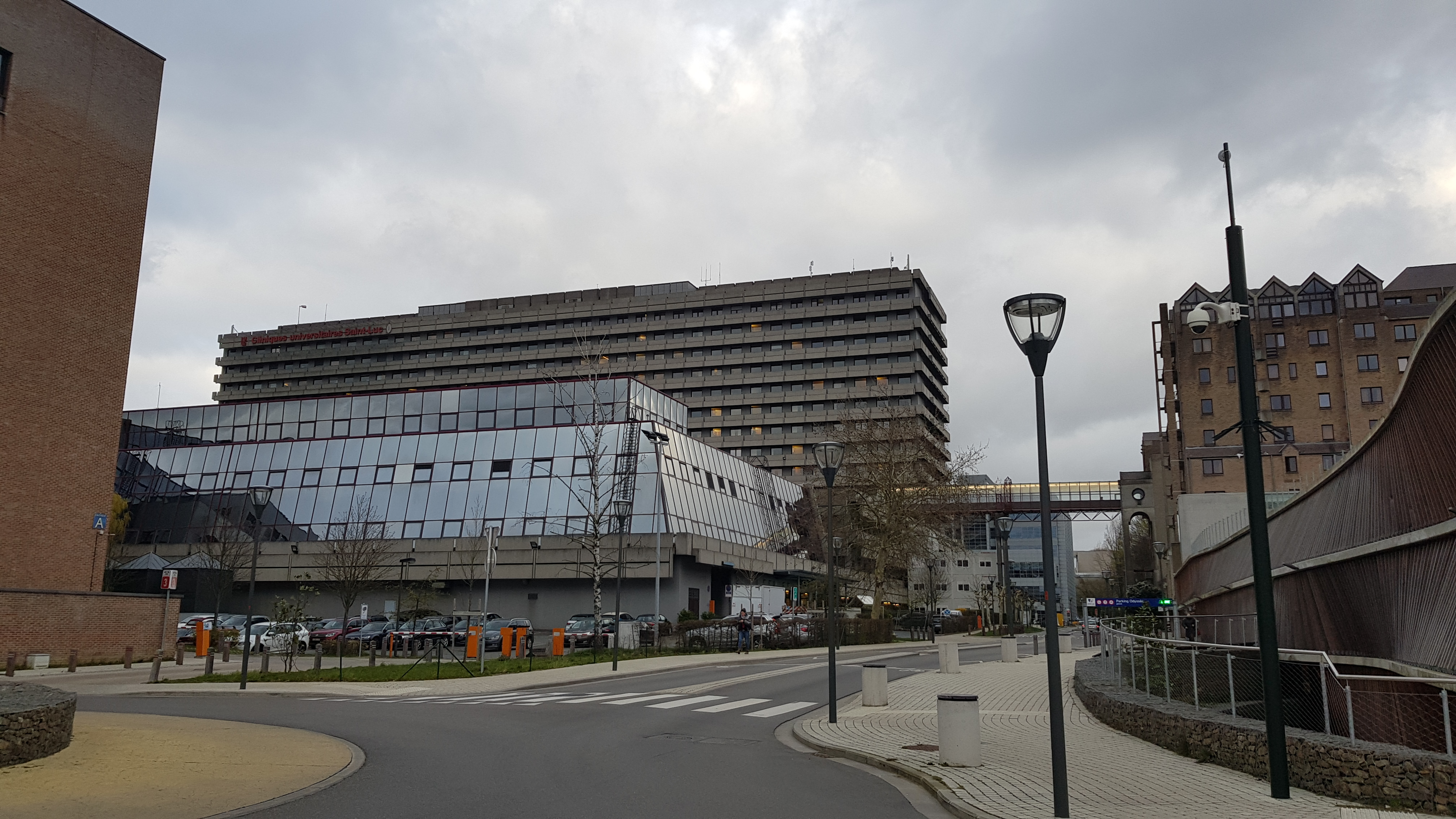

Het Universitair ziekenhuis Saint-Luc (Frans: Cliniques universitaires Saint-Luc), ook wel Universitair ziekenhuis Sint-Lambrechts-Woluwe genoemd, is een academisch ziekenhuis van de Université catholique de Louvain (UCLouvain) gelegen in Sint-Lambrechts-Woluwe, Brussel, op de campus UCLouvain Bruxelles Woluwe. Het ziekenhuis draagt de naam van Saint-Luc (Sint-Lucas).
Ten zuiden van het ziekenhuis ligt de wijk Kapelleveld, richting het noordoosten ligt Kraainem.